# Nicolaus Molander
Nicolaus August Molander (i riksdagen kallad Molander i Staberg), född 16 januari 1839 i Timmele församling, Älvsborgs län, död där 19 juli 1904, var en svensk lantbrukare och politiker. Han var far till kommunpolitikern och företagsledaren Oscar Molander.
Molander var ledamot av riksdagens andra kammare 1891–1893, invald i Redvägs härads valkrets i Älvsborgs län. Han tillhörde Nya lantmannapartiet.